# 江原特別自治道
江原特别自治道（韩语：／ Gangwon teukbyeol jachido */?）是位于朝鲜半岛中东部的一个韩国道级行政区域，首府是春川市。江原特别自治道东临日本海，南与庆尚北道和忠清北道相连，西邻京畿道，北面隔着朝韩非军事区与朝鲜江原道接壤，面积16,872平方公里，占韩国国土面积17%:273，人口超過150万。
江原特别自治道是韩国的旅游胜地。雪岳山国立公园、五台山国立公园、雉岳山国立公园三座韩国国立公园都位于江原特别自治道境内。位于春川市的南怡岛是韩剧《冬季恋歌》的拍摄地，也是韩流旅游的重要目的地之一。江原特别自治道也是韩国的滑雪胜地，建有9个滑雪度假村，是1999年亚洲冬季运动会、2009年冬季两项世界锦标赛、2013年世界冬季特殊奥林匹克运动会、2018年冬季奥林匹克运动会和2024年冬季青年奥林匹克运动会的举办地。

## 历史
江原道原为东濊之地。广开土大王时期被划入高句丽，后成为新罗领土。统一新罗末期，弓裔建立后高句丽后，于905年迁都至铁原（今韩国江原特别自治道铁原郡），后被高丽太祖王建吞并。995年（成宗14年），高丽将地方行政区域分成10个道。岭东和岭西地区被编入朔方道。1178年（明宗8年），朔方道被撤销，分成岭东和岭西，岭西地区的春川、铁原等改称春州道。1263年（元宗4年），溟州道改为江陵道，东州道改为交州道。1388年（禑王14年），江陵道与交州道合并成为交州江陵道，并把平昌郡划入其中。1391年（恭让王3年），铁原和永平被划入京畿道。:273
1395年（太祖4年），朝鲜王朝改交州江陵道为江原道。1945年，朝鲜半岛南部分裂后，江原道在三八线以北的11个郡成为北方领土。1950年朝鲜战争爆发后，军事分界线以南的铁原、金化、高城、襄阳、麟蹄、杨口、华川等7郡、3邑、37个面归入韩国。目前，江原特别自治道下设7市、11郡、24个邑，89个面和74个洞。:273
2022年5月29日，韓國國會通過「關於設置江原特別自治道的特別法案」。2023年6月11日0时（韩国标准时间），江原道依照该法案改制為江原特別自治道。

## 地理

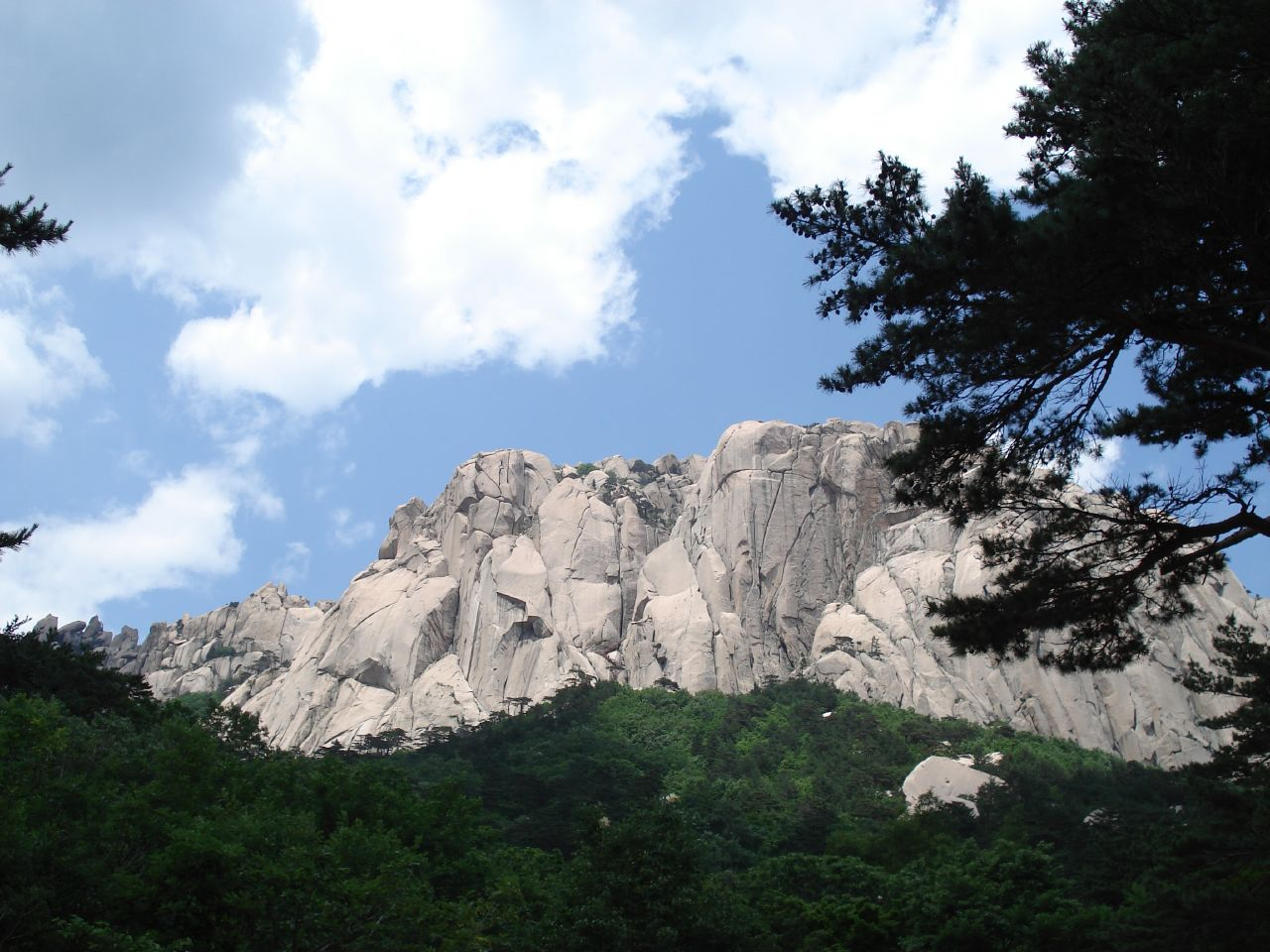
江原特别自治道境内的雪岳山国立公园

江原特别自治道位于朝鲜半岛中东部，处在北纬37度至39度，东经127度至130度之间，东临韩国东海，南与庆尚北道和忠清道相连，西邻京畿道，北面隔着朝韩非军事区与朝鲜江原道接壤，面积16,872平方公里，占韩国國土面积17%，人口超過150万。:273
朝鲜半岛的脊柱太白山脉贯穿江原特别自治道，形成其东高西低的地势。江原特别自治道境内的太白山脉的山峰主要有雪岳山（1,708米）、五台山（1,563米）、加里旺山（1,561米）、咸白山（1,573米）和太白山（1,546米）。以太白山脉分水岭为界，江原特别自治道分为东部岭东区（或称关东地区）和西部岭西地区。北部的马息岭山脉、中部的广州山脉、中南部的车岭山脉相连。江原特别自治道南部的三陟、旌善、宁越、平昌等地分布着典型的韩国喀斯特地形。三陟、旌善、宁越等地还分布着古生物代初期形成的朝鲜系及古生物代末期形成的平安系的沉积层，蕴藏着丰富的石灰岩、无烟煤、钨、锌矿等地下资源。:273-274

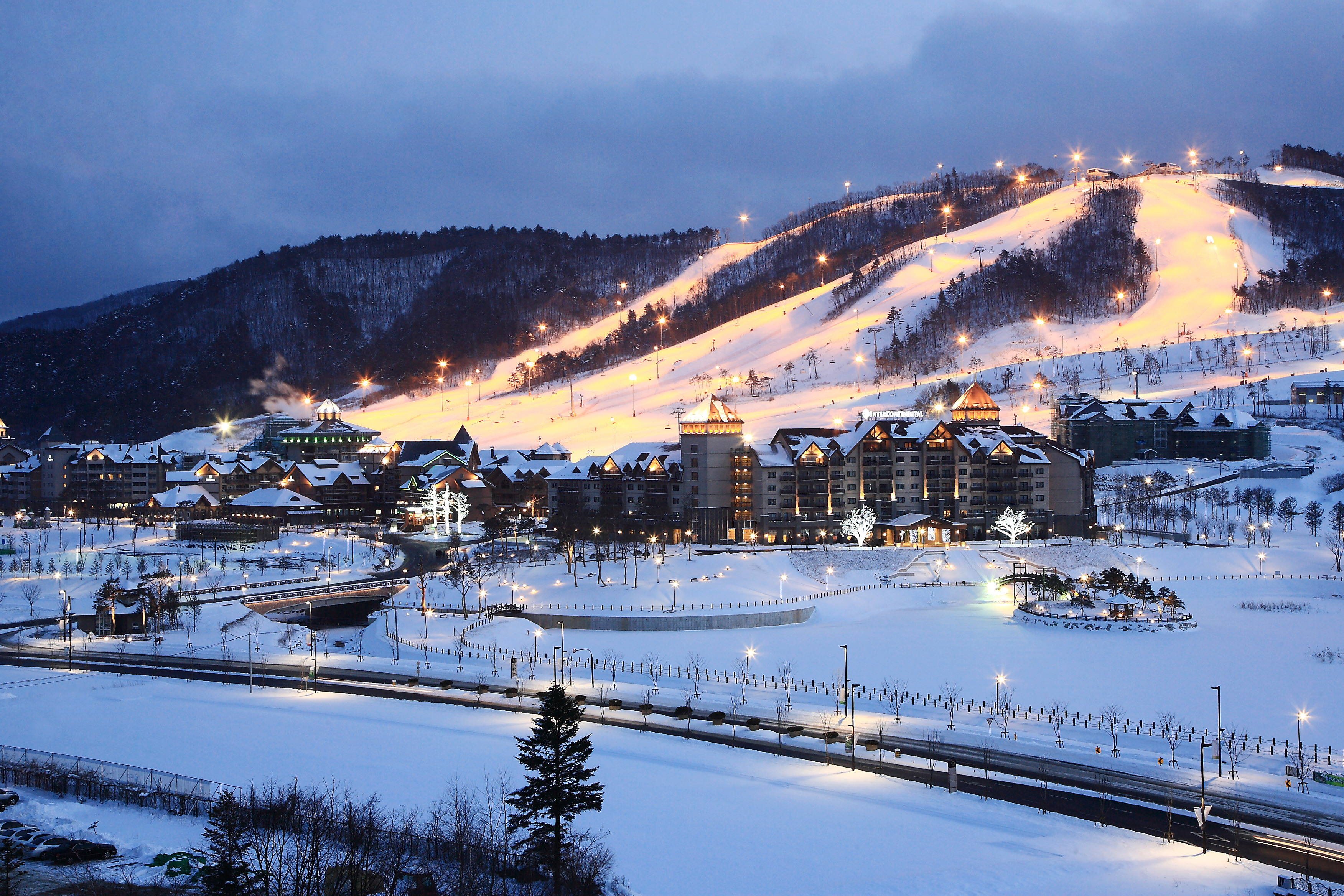
2018年冬季奥林匹克运动会举办地平昌

江原特别自治道水系发达，以太白山为中心分为东西两侧，主要河流有流向临津江的汉滩江，与昭阳江合流的北汉江，流向忠清北道的南汉江等。这些河流的流域内形成了盆地。北汉江和南汉江的很多支流中嵌入曲流现象非常严重，给交通带来极大的不便。江原特别自治道海岸线平直，港湾不发达，但有宽阔的沙滩海岸与泻湖，因此海水浴场得到很大的发展。:274

### 气候
江原特别自治道处在季风气候带，以太白山脉为中心大体分为内陆、海岸、山丘三种地带。岭西内陆地区为大陆性气候，气温季节变化大。岭东海岸地区是温暖的海洋性气候，全年温差不大，而且较温暖。高原山丘地带常年气温较低，夏季偏凉，冬季降雪量大，适合滑雪等冬季运动。岭东地区年平均气温为13.2摄氏度，年均降水量为2,066毫米；岭西地区年均气温为11.6摄氏度，降水量1,177.7毫米。:274

## 行政區劃

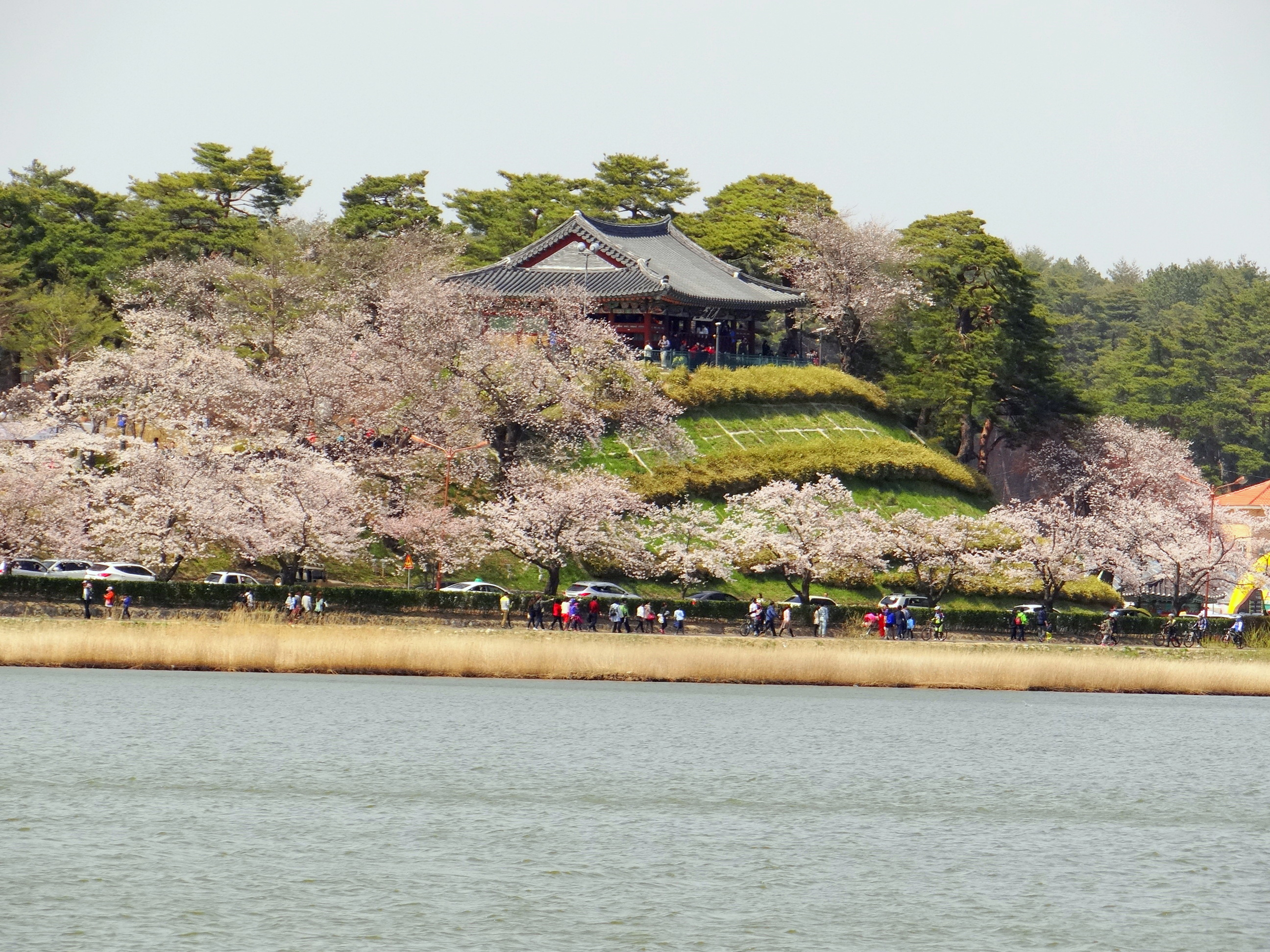
江陵市镜浦湖

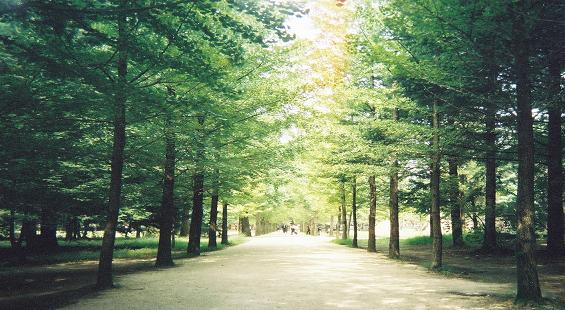
春川市南怡岛

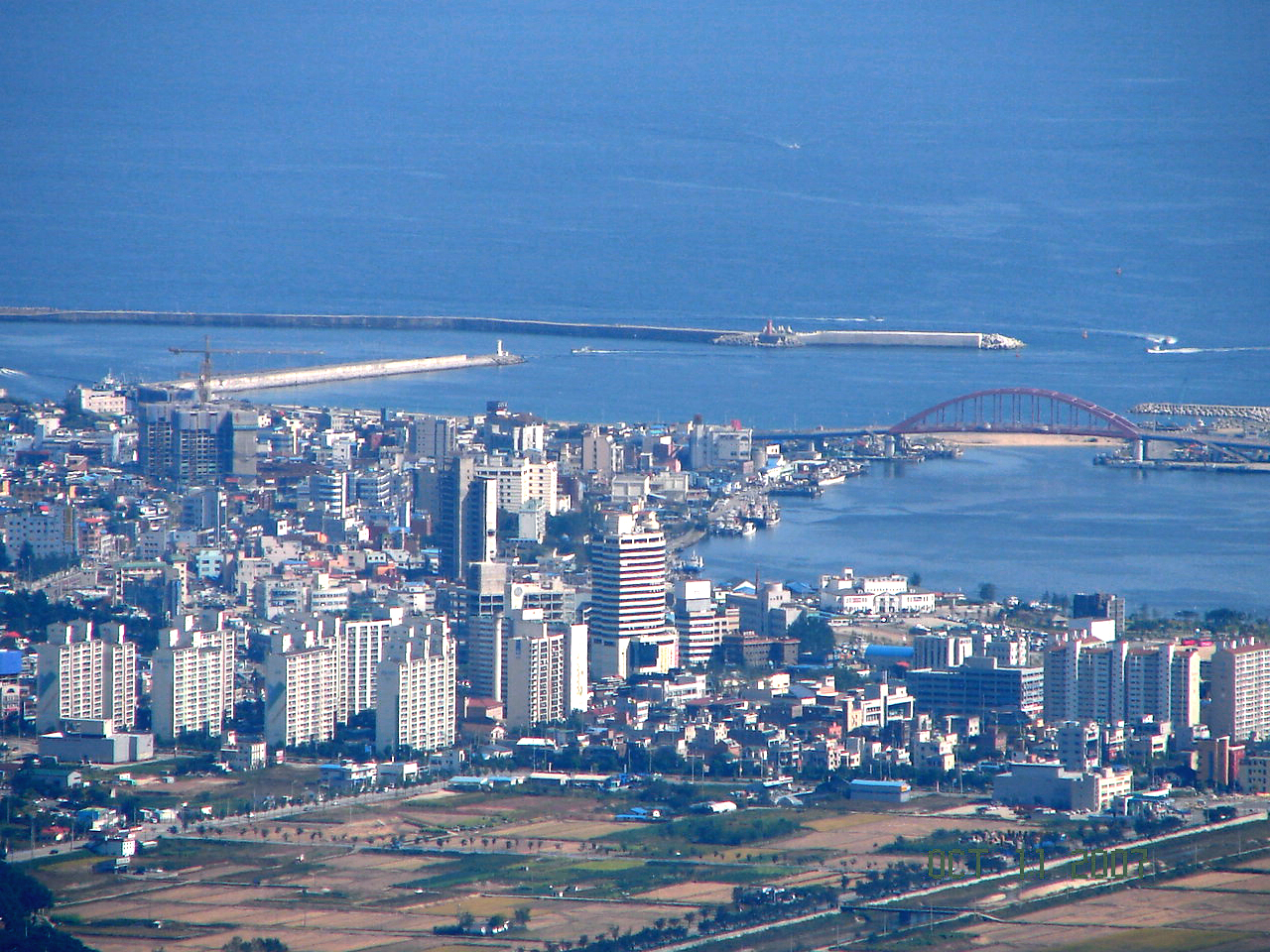
束草市

江原特别自治道行政區劃由7市、11郡構成。
| 地图   | #      | 名称   | 韩文    | 人口（2021年4月） |
| ------ | ------ | ------ | ------- | ----------------- |
|        |        |        |         |                   |
| — 市 — |        |        |         |                   |
| 1      | 原州市 | 원주시 | 354,536 |                   |
| 2      | 春川市 | 춘천시 | 282,326 |                   |
| 3      | 江陵市 | 강릉시 | 212,890 |                   |
| 4      | 東海市 | 동해시 | 89,868  |                   |
| 5      | 束草市 | 속초시 | 82,302  |                   |
| 6      | 三陟市 | 삼척시 | 64,355  |                   |
| 7      | 太白市 | 태백시 | 42,183  |                   |
| — 郡 — |        |        |         |                   |
| 8      | 洪川郡 | 홍천군 | 68,681  |                   |
| 9      | 鐵原郡 | 철원군 | 44,169  |                   |
| 10     | 橫城郡 | 횡성군 | 46,510  |                   |
| 11     | 平昌郡 | 평창군 | 41,188  |                   |
| 12     | 旌善郡 | 정선군 | 35,990  |                   |
| 13     | 宁越郡 | 영월군 | 38,417  |                   |
| 14     | 麟蹄郡 | 인제군 | 31,508  |                   |
| 15     | 高城郡 | 고성군 | 26,760  |                   |
| 16     | 襄陽郡 | 양양군 | 27,932  |                   |
| 17     | 华川郡 | 화천군 | 24,446  |                   |
| 18     | 杨口郡 | 양구군 | 22,114  |                   |

## 经济

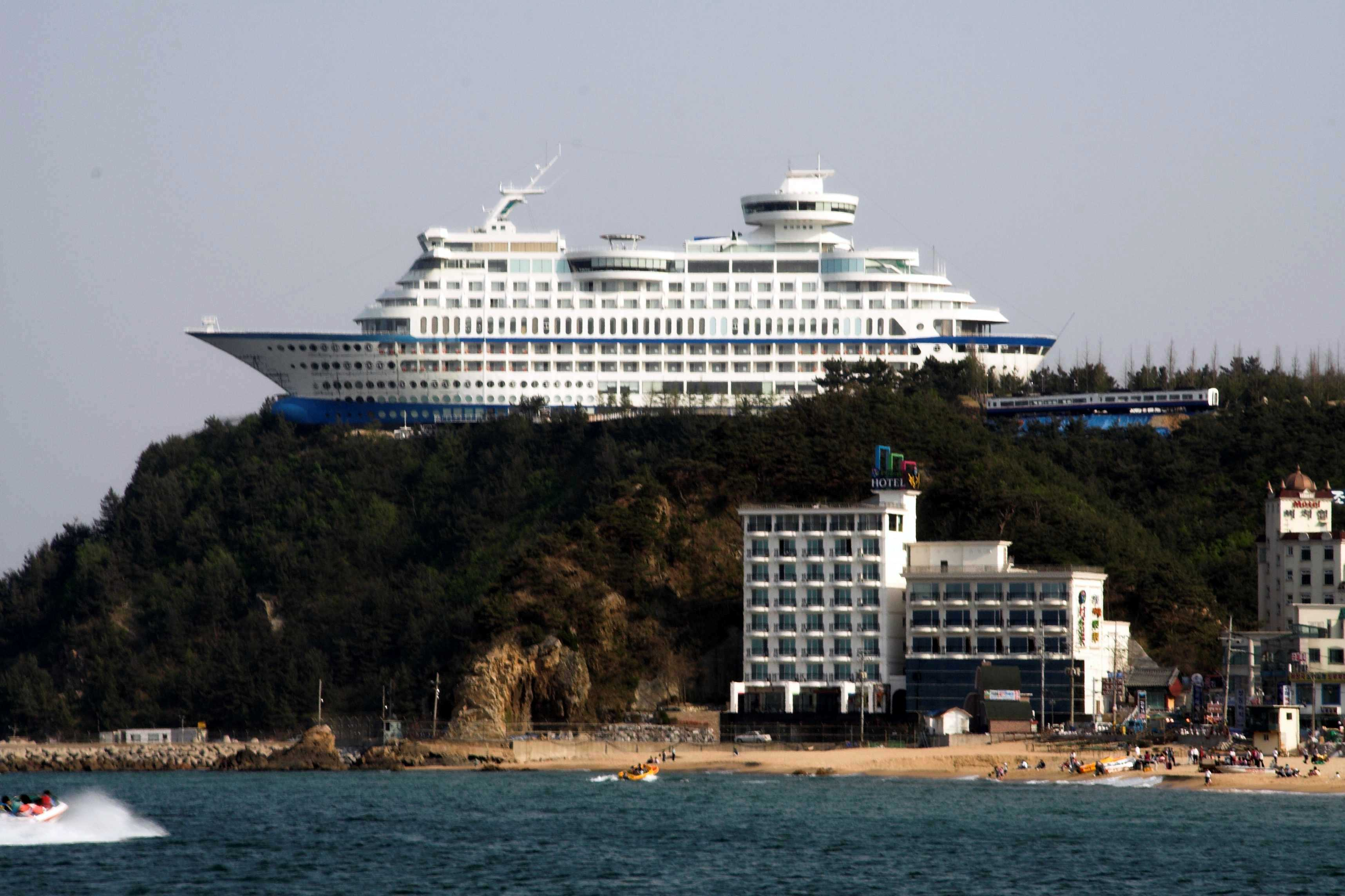
江陵市太陽郵輪旅館

江原特别自治道耕地面积11.63万公顷（2003年），占韩国全国耕地面积的6.2%，其中42.9%为水田。水田主要分布在岭东的海岸地带和南汉江流域，以及夏谷、铁原一带的熔岩台地。主要农作物有大米、玉米、馬鈴薯、蔬菜、啤酒花等，经济作物有烟草、药草、人参等。平昌郡大和面和芳林面是韩国的玉米主产地，其玉米产量占到全国产量的47%。:274
江原特别自治道林业资源丰富，林地面积137.18万公顷（2003年），总蓄林量12232.60万立方米，堪称林业资源的宝库。:274
岭东地区近海是寒暖流交汇之处，是鱼类丰富的天然渔场。主要的渔产品有明太鱼、鱿鱼、刀鱼等。巨津、束草、注文津、墨湖、三陟是该道主要的渔业基地。:275

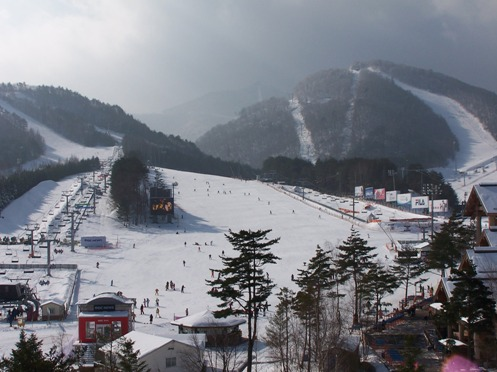
龙平滑雪渡假村

地跨太白、三陟、旌善、江陵、宁越的太白山区是韩国最大的矿业基地。江原特别自治道的矿产产量和矿业从业人数占到韩国全国的一半以上。无烟煤是江原特别自治道最具代表性的矿产，总储量为25亿吨。江原特别自治道煤的储量为10.91万亿吨，占全国总储量的74%；石灰石299.83万亿吨，占全国总量的88%；铅、锌为898万吨，占15%；钨5621万吨，占88%。:275
旅游业是江原特别自治道大力发展的产业，旅游业收入占江原特别自治道GDP总量的43%，每年有5000万韩国国内游客和76万国际游客到江原特别自治道旅游。江原特别自治道旅游资源丰富，雪岳山国立公园、五台山国立公园、雉岳山国立公园都位于江原特别自治道境内。位于春川市的南怡岛是韩剧《冬季恋歌》的拍摄地，也是韩流旅游的重要目的地之一。江原特别自治道是韩国的滑雪胜地，建有9个滑雪度假村，也是1999年亚洲冬季运动会和2018年冬季奥林匹克运动会的举办地。

## 交通

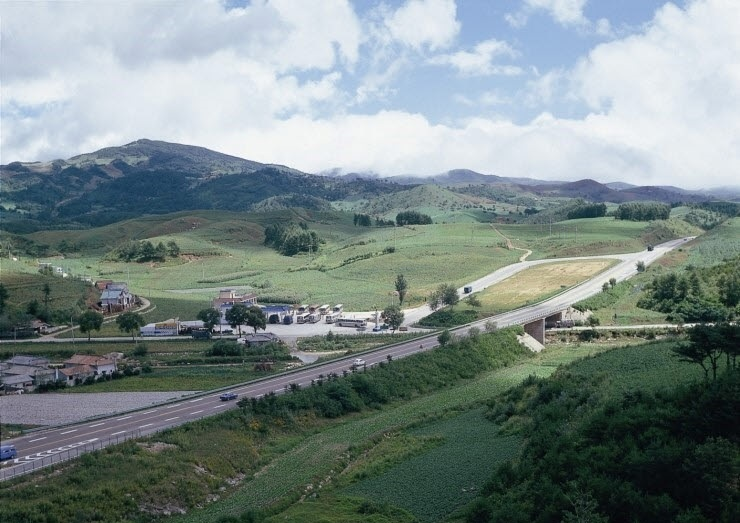
岭东高速公路

由于山地众多，江原特别自治道过去陆路交通不便。1975年岭东高速公路的开通使江原特别自治道的交通得到很大的改善，首尔到江陵的时间由原来的10个小时车程，缩减到4个小时左右，積極促進江原特别自治道的发展:275。2017年，首尔襄阳高速公路开通后，首尔至江原特别自治道东海岸只需90分钟。江原特别自治道的东海岸建有东海高速公路，链接东海岸的东海市和襄陽郡。中央高速公路连接春川与釜山。
在江原特别自治道的南部有中央线通过，另外在首尔和春川之间还有首都圈电铁的京春线开通。2017年12月，连接首尔和江陵的高铁京江线投入运营。
襄阳国际机场是江原特别自治道的主要机场，开通有多条国际、国内航线。此外江原特别自治道还有原州機場和江陵飞行场。

## 文化

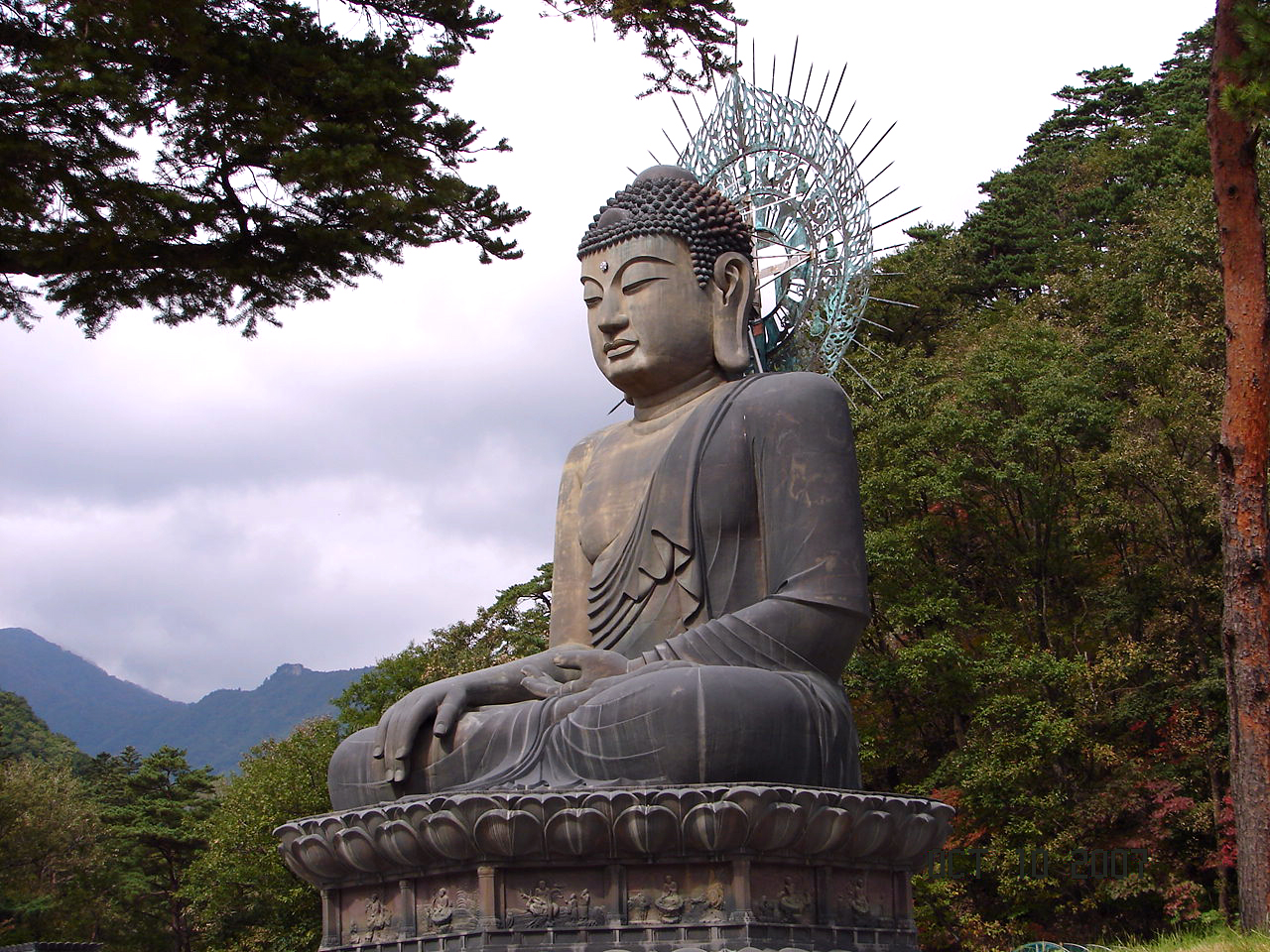
雪岳山新兴寺

- 每年的1-2月，华川郡举行华川山鳟鱼庆典[12]，华川山鳟鱼庆典曾被美国CNN以“冬季七大奇迹”介绍[13][14]，与中国哈尔滨冰雪节、日本札幌冰雪节、加拿大魁北克冬季狂欢节并列世界四大冰雪节[15]。
- 每年的1-2月，麟蹄昭阳湖举行麟蹄冰鱼节，是韩国“老字号”的冬季庆典。[16][17]
- 江陵端午祭是联合国教科文组织非物质文化遗产之一。[18]
- 江陵乌竹轩（朝鲜语：오죽헌）是韩国大儒李珥的出身地 。[19]

## 教育

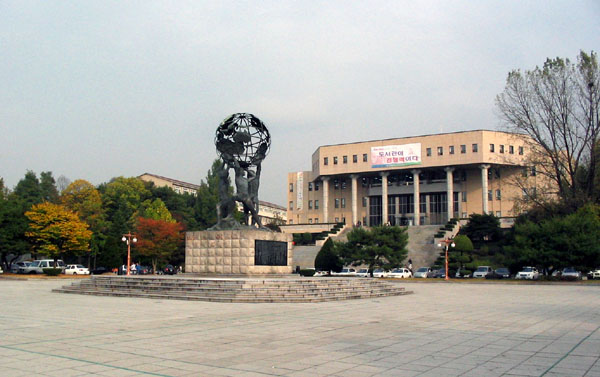
江原大学

- 江原大學
- 翰林大學

## 体育
江原特别自治道是亚洲冬季运动的胜地，曾举办过1999年冬季亚运会、FIS阿尔卑斯滑雪大赛、FIS大陆杯滑雪大赛、FIS国际滑雪板大赛、ISU、2009国际滑雪板锦标赛和冬季两项世界锦标赛、2013年世界冬季特殊奥林匹克运动会、2018年冬季奥林匹克运动会等国际体育赛事。

### 职业球队
| 聯賽         | 球隊           | 創建年度 | 主場                          |
| 挑戰K聯賽    | 江原FC         | 2008年   | 江陵綜合體育場 春川綜合體育場 |
| 全國聯賽     | 江陵市廳足球團 | 1999年   | 江陵綜合體育場                |
| 挑戰聯賽     | 春川FC         | 2010年   | 春川綜合體育場                |
| KBL          | 東原州         | 1996年   | 原州綜合體育館                |
| WKBL         | 春川友利       | 1958年   | 春川湖畔體育館                |
| 亞洲冰球聯賽 | 海源冰球       | 2004年   | 衣巖室内冰上場（의암실내빙상장）            |

## 名人
- 希澈：組合Super Junior成員
- 咸𤨒晶：組合T-ara成員
- JR：組合NU'EST成員
- 勝熙：組合Oh My Girl成員
- Binnie：組合Oh My Girl成員
- 度延：組合Weki Meki成員(前I.O.I成員)

## 外部連結
- 江原特別自治道網站 （页面存档备份，存于）